# WCT (polyester)
WCT är en polyestertextil som känns igen på sin glansiga rätsida. Tyget är av trikåtyp och har ruggad avigsida. Det används ofta i träningskläder som träningsoveraller, overaller och kortbyxor.
Namnet WCT är hämtat från den tidigare internationella tennisturneringen World Championship Tennis. Det var sannolikt i denna turnering detta textiltyg introducerades i sportsammanhang för första gången, varefter man sedan dess använder uttrycket WCT-overall i Sverige när man hänvisar till denna variant av tyg. 
Det var varumärket Adidas som initialt blev mest känt att använda WCT-textil, men de flesta tillverkare av främst tennisoveraller följde snabbt upp såsom italienska varumärkena Sergio Tacchini, Panatta mfl.